# البستان الظريف في دولة أولاد مولاي علي الشريف
البستان الظريف في دولة أولاد مولاي الشريف هو كتاب تاريخي ألّفه المؤرخ المغربي أبو القاسم الزياني، ويُعد من أبرز المصادر التي توثّق تاريخ الدولة العلوية في المغرب.نشر سنة 1992 في طبعة: أولى عن مركز الدراسات والبحوث العلوية .يقع هذا الكتاب في 508 صفحة.

## نبذة عن الكتاب
يتناول الكتاب بأسلوب سردي دقيق سِيَر ملوك الدولة العلوية، بدءًا من مولاي علي الشريف مؤسس السلالة، مرورًا بـمولاي الرشيد ومولاي إسماعيل، وصولًا إلى عهد سيدي محمد بن عبد الله. ويُبرز الزياني الأحداث السياسية والعسكرية، التحولات الاجتماعية والدينية، والعلاقات الخارجية التي شكّلت تاريخ المغرب في تلك الحقبة. الكتاب يجمع بين الدقة التاريخية واللغة الأدبية، ويُعد مرجعًا مهمًا للباحثين في التاريخ المغربي، خاصة في ما يتعلق بتوثيق الدولة العلوية من منظور داخلي مغربي.

## أقسام الكتاب
يتكوّن كتاب البستان الظريف في دولة أولاد مولاي الشريف لأبي القاسم الزياني من عدة أقسام مرتبة زمنيًا، توثّق نشأة وتطور الدولة العلوية في المغرب. أبرز محاوره

### القسم الأول:
النشأة والتأسيس يتناول سيرة مولاي علي الشريف، مؤسس السلالة العلوية.
يشرح الظروف السياسية والاجتماعية التي مهّدت لظهور الدولة.

### القسم الثاني:
التوسع والتثبيت يركّز على حكم مولاي الرشيد وتوحيد المغرب تحت سلطته.
يستعرض الحملات العسكرية والصراعات الداخلية.

### القسم الثالث:
عصر القوة والنفوذ يتناول عهد مولاي إسماعيل، أحد أبرز ملوك الدولة.
يصف بناء الجيش النظامي (عبيد البخاري) وتشييد القصور والأسوار.

### القسم الرابع:
العلاقات الخارجية يسلّط الضوء على تعامل الدولة العلوية مع القوى الأوروبية والعثمانيين.
يبرز الدبلوماسية المغربية في القرن 17 و18.

### القسم الخامس:
الإصلاحات والتحديث يركّز على عهد سيدي محمد بن عبد الله.
يتناول الإصلاحات الإدارية والدينية، وبناء مدينة الصويرة كميناء تجاري.

## أسلوب الكتاب
يمتاز أسلوب أبي القاسم الزياني في البستان الظريف بجمعه بين الدقة التاريخية والطابع الأدبي، حيث يتبنى نهجًا سرديًا تقليديًا قائمًا على التوثيق والتسلسل الزمني للأحداث، مع توظيف واضح للبلاغة العربية الكلاسيكية. يستعين الكاتب بالمصادر الشفوية والمكتوبة التي كانت متاحة في عصره، ويعتمد على أسلوب الإسناد لتأكيد مصداقية الرواية، كما يُكثر من استخدام التعابير الاصطلاحية والفصيحة، مما يمنح النص طابعًا أدبيًا يُقرّب بين العمل التاريخي والخطاب الأدبي. وعلى الرغم من الميل الواضح إلى تمجيد الدولة العلوية وملوكها، فإن الزياني يوفّر معطيات دقيقة حول الحروب، المعاهدات، والبنية الإدارية، مما يجعل الكتاب مصدرًا مزدوج الطابع: مرجعًا تاريخيًا ووثيقة أدبية في آنٍ واحد.

## الأهمية والتأثير

### كيف ساهم الكتاب في توثيق تاريخ الدولة العلوية
يُعد كتاب البستان الظريف في دولة أولاد مولاي الشريف من أبرز المصادر التاريخية التي وثّقت نشأة وتطور الدولة العلوية بالمغرب، إذ قدّم المؤرخ أبو القاسم الزياني سردًا زمنيًا دقيقًا لتاريخ سلاطين الدولة العلوية من عهد مولاي علي الشريف إلى سيدي محمد بن عبد الله، مستندًا إلى أسلوب التأريخ الحولي، والإسناد التقليدي، والمصادر الشفوية والمكتوبة المتاحة في عصره. وقد تضمّن الكتاب معلومات مفصلة عن الحروب، المعاهدات، التنظيم الإداري، والإصلاحات الدينية، إلى جانب رصد العلاقات الدولية مع القوى الأوروبية والعثمانية، مما جعل منه مرجعًا غنيًا يُبرز الديناميات الداخلية والخارجية للدولة العلوية، ويساهم في بناء سردية وطنية لتاريخ المغرب الحديث من منظور مغربي أصيل.

### استخدامه كمصدر في الدراسات الأكاديمية أو الجامعية
يُعد كتاب البستان الظريف في دولة أولاد مولاي الشريف من أبرز المصادر التاريخية التي وثّقت نشأة وتطور الدولة العلوية بالمغرب، إذ قدّم المؤرخ أبو القاسم الزياني سردًا زمنيًا دقيقًا لتاريخ سلاطين الدولة العلوية من عهد مولاي علي الشريف إلى سيدي محمد بن عبد الله، مستندًا إلى أسلوب التأريخ الحولي، والإسناد التقليدي، والمصادر الشفوية والمكتوبة المتاحة في عصره. وقد تضمّن الكتاب معلومات مفصلة عن الحروب، المعاهدات، التنظيم الإداري، والإصلاحات الدينية، إلى جانب رصد العلاقات الدولية مع القوى الأوروبية والعثمانية، مما جعل منه مرجعًا غنيًا يُبرز الديناميات الداخلية والخارجية للدولة العلوية، ويساهم في بناء سردية وطنية لتاريخ المغرب الحديث من منظور مغربي أصيل.

## النقد والاستقبال
أثار كتاب «البستان الظريف في دولة أولاد مولاي علي الشريف» اهتمام الباحثين في التاريخ المغربي والدارسين للأدب التاريخي المحلي، إذ يُعدّ من أهم المصادر التي أرخت لبدايات الدولة العلوية في المغرب. وقد اعتمد عليه المؤرخون لإضاءته تفاصيل دقيقة عن الأحداث السياسية والعلاقات الاجتماعية في تلك المرحلة، فضلاً عن كونه وثيقة تجمع بين السرد التاريخي والنَفَس الأدبي. وقد أشار بعض النقاد إلى قيمته في حفظ الذاكرة الجماعية وإبراز الدور الرمزي والشرعي للأسرة العلوية، فيما اعتبره آخرون مثالاً على تداخل الخطاب التاريخي بالديني في خدمة مشروعية الحكم. كما حظي الكتاب بقراءات أكاديمية في الجامعات المغربية والمغاربية، وتمت الإشارة إليه في دراسات تناولت الكتابات التاريخية التقليدية وأسلوبها في تشييد صورة الدولة والسلطة.